# Wiktor Kasatkin
Wiktor Kasatkin (ros. Виктор Касаткин, ur. 13 czerwca 1942) – radziecki lekkoatleta, sprinter.
Zdobył brązowy medal w biegu na 60 metrów na pierwszych europejskich igrzyskach halowych w 1966 w Dortmundzie (przegrał jedynie z Barriem Kellym z Wielkiej Brytanii i Heinzem Erbstößerem z NRD). Na kolejnych europejskich igrzyskach halowych w 1967 w Pradze ponownie wywalczył brązowy medal w biegu sprinterskim, tym razem na dystansie 50 metrów (wyprzedzili go tylko Pasquale Giannattasio z Włoch i jego kolega z reprezentacji ZSRR Aleksandr Lebiediew).
Kasatkin był mistrzem ZSRR w sztafecie 4 × 100 metrów w 1966.